# Neuroscience évolutionniste
 (février 2016).
Si vous disposez d'ouvrages ou d'articles de référence ou si vous connaissez des sites web de qualité traitant du thème abordé ici, merci de compléter l'article en donnant les références utiles à sa vérifiabilité et en les liant à la section « Notes et références ».
 (juillet 2025).
La mise en forme du texte ne suit pas les recommandations de Wikipédia : il faut le « wikifier ».
Les points d'amélioration suivants sont les cas les plus fréquents :
- Les titres sont pré-formatés par le logiciel. Ils ne sont ni en capitales, ni en gras.
- Le texte ne doit pas être écrit en capitales (les noms de famille non plus), ni en gras, ni en italique, ni en « petit »…
- Le gras n'est utilisé que pour surligner le titre de l'article dans l'introduction, une seule fois.
- L'italique est rarement utilisé : mots en langue étrangère, titres d'œuvres, noms de bateaux, etc.
- Les citations ne sont pas en italique mais en corps de texte normal. Elles sont entourées par des guillemets français : « et ».
- Les listes à puces sont à éviter, des paragraphes rédigés étant largement préférés. Les tableaux sont à réserver à la présentation de données structurées (résultats, etc.).
- Les appels de note de bas de page (petits chiffres en exposant, introduits par l'outil «  Source ») sont à placer entre la fin de phrase et le point final[comme ça].
- Les liens internes (vers d'autres articles de Wikipédia) sont à choisir avec parcimonie. Créez des liens vers des articles approfondissant le sujet. Les termes génériques sans rapport avec le sujet sont à éviter, ainsi que les répétitions de liens vers un même terme.
- Les liens externes sont à placer uniquement dans une section « Liens externes », à la fin de l'article. Ces liens sont à choisir avec parcimonie suivant les règles définies. Si un lien sert de source à l'article, son insertion dans le texte est à faire par les notes de bas de page.
- La présentation des références doit suivre les conventions bibliographiques. Il est recommandé d'utiliser les modèles {{Ouvrage}}, {{Chapitre}}, {{Article}}, {{Lien web}} et/ou {{Bibliographie}}. Le mode d'édition visuel peut mettre en forme automatiquement les références.
- Insérer une infobox (cadre d'informations à droite) n'est pas obligatoire pour parachever la mise en page.

Pour une aide détaillée, merci de consulter Aide:Wikification.
Si vous pensez que ces points ont été résolus, vous pouvez retirer ce bandeau et améliorer la mise en forme d'un autre article.
La neuroscience évolutionniste est une discipline scientifique interdisciplinaire qui étudie l'évolution du système nerveux et des comportements à travers les principes de la biologie évolutionniste et des neurosciences. Elle cherche à comprendre comment les processus évolutifs, tels que la sélection naturelle, ont façonné les structures cérébrales, les fonctions cognitives et les comportements des organismes vivants, y compris les humains.  
Cette discipline explore également comment les comportements répétés sur de nombreuses générations peuvent influencer les réponses neurologiques et comportementales des descendants, parfois par des mécanismes épigénétiques. 
La neuroscience évolutionniste repose sur l'idée que le cerveau, comme tout autre organe, est le produit de l'évolution biologique. Les comportements, instincts et capacités cognitives observés aujourd'hui sont le résultat d'adaptations qui ont conféré un avantage de survie ou de reproduction à nos ancêtres. Ces adaptations se traduisent par des structures cérébrales spécifiques et des schémas comportementaux qui peuvent être observés à travers les espèces. Un concept clé de la neuroscience évolutionniste est celui de la plasticité cérébrale évolutive, qui suggère que les comportements répétés sur de longues périodes peuvent modifier la manière dont le cerveau traite l'information, parfois en "inscrivant" des réponses comportementales dans les circuits neuronaux. Ces modifications peuvent être transmises aux générations suivantes, non pas par des changements génétiques directs, mais par des mécanismes épigénétiques qui influencent l'expression des gènes sans altérer la séquence d'ADN. 
L'épigénétique joue un rôle central dans la compréhension de la transmission intergénérationnelle des comportements. Les marques épigénétiques, telles que la méthylation de l'ADN ou les modifications des histones, peuvent être influencées par l'environnement et les expériences des individus. Ces marques peuvent persister et être transmises aux descendants, affectant ainsi leur comportement ou leurs réponses physiologiques. 
Une étude marquante, publiée en 2013 par Dias et Ressler dans la revue Nature Neuroscience, a démontré que les phobies peuvent être transmises d'une génération à l'autre chez les souris via des mécanismes épigénétiques. Dans cette expérience, des souris mâles ont été conditionnées pour associer une odeur spécifique (l'acétophénone, une odeur proche de celle de la cerise) à un choc électrique léger, provoquant une peur conditionnée de cette odeur. Les chercheurs ont ensuite observé les descendants de ces souris, qui n'avaient jamais été exposés à l'odeur ni aux chocs.Résultats principaux : 
- Les descendants (première et deuxième générations) montraient une sensibilité accrue à l'odeur d'acétophénone, manifestant des comportements de peur (comme le sursaut ou l'évitement) sans avoir été exposés au conditionnement initial.
- Cette sensibilité était spécifique à l'acétophénone et non à d'autres odeurs, ce qui indique une transmission ciblée.
- Les analyses moléculaires ont révélé des changements épigénétiques dans les gènes liés aux récepteurs olfactifs spécifiques à l'acétophénone, notamment une diminution de la méthylation de l'ADN dans ces régions, ce qui augmentait l'expression de ces gènes.Cette étude suggère que des expériences émotionnelles intenses, comme la peur, peuvent laisser une empreinte épigénétique transmissible aux générations suivantes. Chez les humains, cela pourrait expliquer pourquoi certaines phobies ou troubles anxieux semblent avoir une composante héréditaire, même en l'absence de mutations génétiques évidentes. Bien que ces résultats aient été obtenus chez des souris, ils ouvrent la voie à des recherches sur la transmission intergénérationnelle des comportements chez les humains.

La neuroscience évolutionniste propose que de nombreux comportements humains modernes, tels que les instincts sociaux, les réactions de peur ou les préférences alimentaires, sont le fruit de pressions évolutives exercées sur nos ancêtres. 
Par exemple :
- Instinct de survie : La peur des serpents ou des hauteurs, fréquente chez les humains, pourrait être une réponse héritée des environnements dangereux auxquels nos ancêtres ont été confrontés.
- Comportements sociaux : La coopération, l'altruisme ou la compétition pour les ressources sont des comportements qui ont probablement été favorisés par la sélection naturelle pour assurer la survie des groupes.
- Réponses au stress : Les mécanismes épigénétiques pourraient expliquer pourquoi les enfants de personnes ayant vécu des traumatismes (comme des guerres ou des famines) présentent un risque accru de troubles liés au stress, tels que l'anxiété ou la dépression.

## Méthodes de recherche
La neuroscience évolutionniste utilise une combinaison d'approches pour étudier l'évolution du cerveau et des comportements :
- Études comparatives : Comparaison des structures cérébrales et des comportements entre différentes espèces pour identifier les adaptations évolutives.
- Analyse génétique et épigénétique : Étude des gènes et des marques épigénétiques pour comprendre comment les expériences influencent les générations futures.
- Modèles animaux : Utilisation d'animaux comme les souris ou les primates pour étudier les mécanismes neuronaux et comportementaux dans des conditions contrôlées.
- Neurosciences computationnelles : Modélisation des réseaux neuronaux pour simuler les processus évolutifs.

La neuroscience évolutionniste continue d'évoluer avec les progrès technologiques, notamment dans le séquençage génétique, l'imagerie cérébrale et l'analyse épigénétique. Les recherches futures pourraient approfondir notre compréhension de la manière dont les expériences des ancêtres façonnent les comportements modernes, avec des implications pour la psychologie, la psychiatrie et la médecine personnalisée. Par exemple, identifier les marques épigénétiques associées à des troubles mentaux pourrait ouvrir la voie à des thérapies ciblées.